# Gospodarsko razhajanje med severom in jugom Italije
Razhajanje sever – jug je v Italiji oznaka za velike gospodarske in socialne razlike med severnimi deželami in južno ter otočno Italijo. Te razlike so obstajale še pred združenjem Italije in so se celo poglobile z zedinjenjem. Ko je pozneje republikanska Italija uvedla vrsto reform za emancipacijo juga, je bilo ponekod že prepozno in zato veliko državnih posegov ni imelo obetanih pozitivnih posledic.

## Stanje pred zedinjenjem
Gledano iz zgodovinske perspektive, je Italija nastala iz dveh popolnoma različnih svetov, ki ju je geografsko ločevala Papeška država, dejanska prelomnica med severom in jugom.  Po ukinitvi Papeške države sta se soočila dva ekonomska, socialna in zgodovinska sistema. Na severu je vladala politična in ekonomska ureditev, ki je slonela na moderni, evropsko usmerjeni, kraljevini Savojcev na zahodu in na intenzivnem in naprednem poljedelstvu v Padski nižini, pa tudi na podjetnem značaju lombardskih mest. Nasprotno je bila Kraljevina Dveh Sicilij fevdalno urejena dežela, v kateri so bili nižji sloji zgodovinsko nepomembna komponenta skupnosti. Medtem ko so pomembnejši meščani in bogatejši posestniki, vključno s kraljem, ustvarjali industrije in sprejemali inovativne programe v prestolnici, je ljudstvo živelo v tako revnih življenskih pogojih, da se ni niti zavedalo svoje zaostalosti. Severne dežele Italije so stremele po gospodarskem napredku države, jug pa je že stoletja živel ob napredku elitarnih skupin.

### Na severu
Današnjo severno Italijo sta sestavljali Kraljevina Sardinija in Lombardsko-beneško kraljestvo. Gospodarstvo Kraljevine Sardinije je slonelo na nekaterih območjih intenzivnega kmetijstva (Ligurija za olje, zgornja Padska nižina za riž), predvsem pa na rudarstvu in industriji. Leta 1835 je rudarstvo zaposlovalo okoli dvajset tisoč oseb. Na področju Piemonta je delovalo 40 papirnih industrij, v Liguriji nadaljnih 50 in še 4 na območju Savoie. Po vsej državi je delovalo veliko število bombažnih in svilarskih predilnic in preko stotine volnarskih tkalnic.  Velikega pomena je bilo pristanišče pri Genovi, iz katerega je izšlo več civilnih in vojaških ladij. Leta 1853 je tu nastalo podjetje Ansaldo, ki je delovalo do leta 1993.   
Lombardsko-beneško kraljestvo je bilo avstrijski protektorat (določen z Dunajskim kongresom 1815.) na ozemlju današnjih Lombardije, Benečije in Furlanije. Njegovo gospodarstvo je temeljilo na intenzivnem kmetijstvu, ki je dovoljevalo precejšen izvoz, največ riža. V Benetkah so se razvile ladjedelnice. V Milanu so nastajale velike industrije, predvsem izdelovanje obuval in livarne, ki so pospešile že cvetočo trgovinsko dejavnost. 
Velika pomanjkljivost severa so bile državne finance, ki so bile pred zedinjenjem popolnoma negativne.

### Na jugu
V zgodovini Kraljestva Dveh Sicilij je opazno veliko neskladje med tehnološkim napredkom in splošnim socialnim stanjem, kar je v veliki meri pripisati fevdalni kulturi tistega časa. Inovacije in veliki tehnološki projekti so se izvajali v prestolnici, kjer je bila na primer predlagana plinska razsvetljava že leta 1817, prvič v Italiji. Podeželje pa je bilo popolnoma zanemarjeno in surovo izkoriščano. Od 1848 občin na jugu države, kar 1321 občin ni imelo cestnih povezav. Leta 1806 (na otoku 1813.) je bil fevdalni sistem uradno ukinjen in prepovedan, kar pa ni preklicalo fevdalne miselnosti, saj je bil s tem najnižji sloj prebivalstva celo močno oškodovan. Nasprotno se je dogajalo v Neaplju, kjer so se razvijale velike industrije, bančništvo evropskega pomena, finance in trgovinstvo. Železniška linija Napoli – Portici je bila prva železnica na Apeninskem polotoku, vendar se ni razvejala proti notranjosti: leta 1860 je celotno železniško omrežje Dveh Sicilij znašalo le 128 km, medtem ko je piemontsko omrežje presegalo 800 km. Od industrij je vredno omeniti Kraljevo mehansko in politehnično tovarno (Reale Opificio Meccanico e Politecnico di Pietrarsa) s skupno 34 tisoč zaposlenimi, ki je proizvajala nešteto izdelkov od manjših strojev do lokomotiv in ladijskih strojev ter topov. Pod Karlom III.  Španskim (1734-1759) je bilo povečano in utrjeno pristanišče in ladjedelništvo, vključno s proizvodnjo vojnih ladij. Najbolj pozitivna plat Dveh Sicilij so bile solidne državne finance, ki so bile kljub maloštevilnim davkom med najbolj uspešnimi v Evropi, kar so dobro vedeli tudi tuji investitorji (na primer banka Rothschild iz Frankfurta je imela v Neaplju eno od štirih evropskih podružnic, poleg Londonske, Pariške in Dunajske).
Kot dodatno razlago za zaostalost južnih predelov je treba omeniti izredne naravne katastrofe, ki so jih prizadele v letih pred zedinjenjem. Zelo pogoste so bile pandemije tifusa in malarije, ki so nastajale povsod po državi, najhujše pa so bile pandemije kolere v letih 1837, 1854 in 1866. Sledili so si potresi, leta 1851 pri Melfiju, leta 1853 v okolici Avellina, leta 1854 v Cosenzi, leta 1857 na področju vse Bazilikate. V Kampaniji je potres in izbruh Vezuva iz leta 1861 uničil, kar je še ostalo po izbruhih prejšnjih let (1822., 1834., 1850., 1855.) Te katastrofe, ki jim ni sledila pravočasna in zadostna pomoč prebivalstvu s strani oblasti, so popolnoma zavrle lokalno ekonomijo.

## Zedinjenje Italije
V trenutku zedinjenja je bil pristop obeh sil zgrešen že v osnovah. Južnjaki so se znašli v zelo konkurenčni in tekmovalni družbi, kjer niso znali uveljaviti svojih prednosti. Največja napaka severnjakov pa je bila, da niso niti za hip upoštevali zgodovinskih pozitivnih strani južnih ozemelj, temveč so videli samo razredno neenakost in so enostavno ves jug označili za zaostalo in necivilizirano področje. Francesco Saverio Nitti, ekonomist in večkratni minister Kraljevine Italije, je bil prepričan, da je iskati vzrok za ogromno zaostalost juga v nerazgledanosti Borbonske dinastije. Po njegovem mnenju je bil ta patriarhalni sistem popolnoma nezadosten, čeprav je dovoljeval  "neko grobo blaginjo, ki je narodu blažila tegobe, ki ga danes tarejo." Ni razumel, da je "nerazgledanost Borbonske dinastije" trajala le dve desetletji in da je socialna neenakost, ki jo je označil za "ogromno zaostalost juga", posledica stoletja dolgega zgodovinskega procesa.
Tudi Cavour (ministrski predsednik Kraljevine Sardinije in nato ministrski predsednik Kraljevine Italije) je dobro poznal dejansko stanje sever-jug in se je zavedal, da je bilo zedinjenje Italije v tako kratkem času plod izrednih notranjih in mednarodnih okoliščin, in da bo potrebno še veliko truda za dosego normalizacije. V nekem pismu iz leta 1861 izjavlja: "Narediti Italijo, zliti skupaj vse njene sestavine, uskladiti Sever in Jug, vse to prinaša iste težave kot vojna z Avstrijo in borba za Rim"

### Razbojništvo
Prva leta po zedinjenju so pokazala, da vnema za politično združenje ni odgovarjala skrbi za socialno sožitje in gospodarsko sodelovanje. Zakonodaja Kraljevine Italije je bila enostavno  odobrena tudi za bivše Kraljestvo Dveh Sicilij, brez posebne pozornosti za kulturno in gospodarsko stanje juga.  Davčna obremenjenost je bila za priključena ozemlja pretežka, posebno za zaostale dele notranjosti, pa tudi za industrije, ki niso vzdržale konkurence s severom. Nezadovoljstvo med prebivalci je zanetilo prvi upor proti oblastem v kraju Bronte, ki se je končal s krvavo represijo. Centralne oblasti niso videle v tem uporu in v mnogih, ki so mu sledili, nič drugega kot neposlušnost podrejenih, zato so še poostrile postopanje. Objektivna revščina, skoraj popolna nepismenost (88,3 % v Kampaniji, Apuliji, Bazilikati in Kalabriji), občutek zatiranosti in ponekod tudi politični problemi so povzročili povečanje razbojništva, najprej v Abrucih, nato na Siciliji, saj se je upornim kmetom pridružilo tudi veliko navadnih zlikovcev. Posamezna nasprotovanja so prerasla v socialni upor in svoje vrste civilno vojno med državnimi četami (50 tisoč bersaljerjev in vojakov) in vedno številnejšimi "razbojniki", katerim so se pridružili pristaši in bivši vojaki Borboncev, ki so nameravali s pomočjo teh neurejenih čet ponovno priti na oblast. Osrednje italijanske oblasti so odločno nastopale proti razbojništvu, bodisi z izdajanjem novih restriktivnih zakonov, kot tudi z uporabo večjega števila vojakov proti "banditom", ki jih je leta  1963 bilo kar 105 tisoč. Nastopile so celo na mednarodnem pozorišču z ostrim napadom na Francijo, ki naj bi podpirala razbojniška gibanja. Najuspešnejši je bil pri tem general Pallavicini, ki je bolj z diplomacijo kot z orožjem  razkrojil sistem razbojništva na manjše neorganizirane enote, ki niso več mogle ogrožati državne enotnosti. 

## Prvo stoletje združene Italije
Zedinjenje Italije je pomenilo razširitev zakonodaje in administracije, ki je veljala v Kraljevini Sardiniji, na vso Kraljevino Italijo, s priselitvijo piemontskih uradnikov in revizorjev na vodilna mesta. Albertinski statut je postal ustavna listina vse države, italijanščina uradni jezik. Prestolnica je ostala v Torinu v pričakovanju, da se preseli v Rim. Volilno pravico so imeli moški stari 25 let, ki so dokazali pismenost in so plačali 20 lir davka letno (ali 40 lir če so bili nepismeni). Edina valuta je bila italijanska lira. Zgodovinsko gledano, združenje Kraljevine Sardinije in Kraljevine Dveh Sicilij v novonastalo Kraljevino Italijo ni bilo dejansko "zedinjenje" vseh Italijanov, temveč je bilo vojaška priključitev južne države k severni, oziroma več ali manj nasilna aneksija. Državi nista imeli prijateljskih odnosov pred združenjem in tudi po združenju se nista mogli sporazumevati. Začetni trk dveh kultur in vsiljevanje severnih političnih načel ter administrativnih pravil, vključno s carinsko politiko, sta prerasla v tako imenovano "južno zadevo" ali "južno vprašanje" (questione meridionale), ki se je skozi desetletja samo večalo. Težave so prišle do izraza že v letih 1877 do 1887, ko je Italija izdala za zavarovanje severne industrije vrsto protekcionističnih zakonov, ki so zaradi visokih splošnih carin popolnoma ohromeli izvoz južnih predelov. Posledica je bila absolutna premoč severne industrije, na jugu pa obubožanje kmetijstva in predvsem možnost nezdravega sodelovanja med politiko in gospodarstvom. Po mnenju nekaterih zgodovinarjev, se prav tu začne mafijsko poseganje v gospodarstvo in politiko.

## Začetni poskusi zbliževanja
Že republiška ustavodajna skupščina je ugotovila problem in določila posebne prispevke za razvoj južnih dežel. Vlada je večkrat dodelila konkretno pomoč, ki se je pa največkrat porazgubila v vrsti nepotrebnih in nedokončanih javnih del. Na jugu se je bila namreč utrdila mafija, ki je ustvarjala monopol nad državnimi razpisi javnih del. Državne investicije so se zaradi tega prenesle na finansiranje velikih severnih industrij pri ustanavljanju podružnic na jugu. Tako eksperimentiranje je imelo negativne izide, saj so bile južne filiale neekonomske, v kolikor fizično odrezane od glavne hiše in popolnoma odvisne od lokalnih pogojev pri zaposlovanju uslužbencev.
V šestdesetih letih dvajsetega stoletja, ko je Italija doživela tako imenovani "gospodarski čudež", so se začele boljšati tudi gospodarske razmere na jugu. Južna ekonomija se je za več let bližala severnemu nivoju, dokler ni leta 1973 nastopila energetska kriza. Italijanski jug se je le s težavo prilagodil novim razmeram. 

## Novejša zgodovina
V zadnjih dveh desetletjih preteklega stoletja je prišlo do odločnih nastopov s strani vlade, sodstva in javnega obveščanja. Vlada ni več samo delila "socialne podpore", temveč je začela izdajati zakone za konkretno zaščito južnega gospodarstva. Sodstvo je odkrito napovedalo vojno mafiji in jo začelo zelo odločno izvajati. Časnikarji in drugi pisci so začeli postopno odkrivati veliko zamolčanih resnic in jih posredovati širšemu občinstvu. Tudi Evropska Unija spremlja razvoj italijanskega juga s finansiranjem nekaterih iniciativ, vendar trenutne perspektive niso zadovoljive. Kljub velikemu napredku zadnjih desetletij, je južna Italija še vedno zelo oddaljena od severne. 